# Anthela asciscens
Anthela asciscens là một loài bướm đêm thuộc họ Anthelidae. Loài này có ở Úc.